# 무라카미 유키토
무라카미 유키토(일본어: 村上 千歩, 2001년 5월 28일~)는 일본의 축구 선수이다.

## 구단 경력
그는 2024년 J2리그의 방포레 고후에 입단했다.